# Hendrik III van Gronsveld
Hendrik III (Henri) van Gronsveld ridder en heer van Rimburg (1368-)  was de zoon van Hendrik II van Gronsveld burggraaf van Limburg, heer van Gronsveld 1386-1404 en heer van Heyden (ca. 1335-1404), in 1365 gehuwd met Margaretha van Printhagen (ca. 1333 - ca. 1380).
Hij trouwde in 1395 met Aleijda d' Oupeye Juppleu, geboren in 1378.  Ze kregen in elk geval drie kinderen, alle drie dochters:
- Adelheid van Gronsveld vrouwe van Oupeye (ca. 1395-)
- Johanna Maria van Gronsveld (ca. 1397-). Zij trouwde (1) met Johannes van Holsit (ca. 1395-). Zij trouwde (2)  met Johan II (Jan) van Huyn van Amsterade (ca. 1383-). Uit haar tweede huwelijk zijn geboren:
  - Johan III van Huyn van Amstenrade (ca. 1415-) trouwde met Maria Hoen erfvrouwe van Printhagen en Lummen (ca. 1415-1460). Maria Hoen was de dochter van Nicolaas II Hoen en Aleijt Catharina van Maschereel (1363 - 22 april 1428).
  - Nicolaas van Huyn van Amsterade (ca. 1418-)
  - Alix (Aleid) van Huyn (ca. 1419-)
  - Hendrik Jonker van Huyn brabants schepen In Maastricht (ca. 1425-)
  - Werner van Huyn heer van Holtmuhlen (1430-1500)
  - Gerard van Huyn heer van Geleen (ca. 1432-)
- Catharina Johanna van Gronsveld erfdochter en tevens vrouwe van Rimburg en Gronsveld Oost (ca. 1399-overleden 1444). Zij trouwde met Dirk I van Bronckhorst-Batenburg (Anholt).

Zowel Hendrik III als zijn dochter Catharina Johanna zijn begraven in de Oude Minderbroederskerk te Maastricht. De grafzerk van Hendrik III is bewaard gebleven en toont centraal een toernooihelm met de wapens van Gronsveld en d'Oupeye, met in de hoeken de kwartierwapens. De zerk meet 315 x 160 cm en staat opgesteld in het koor van de kerk (niet meer op de originele plek).